# Lynsken Berckmans
Lynsken Berckmans (? – na 13 september 1592) was een uitgever in Antwerpen in de 16e eeuw.

## Levensloop
Lynsken Berckmans huwde voor het eerst (vóór 1562) met Ameet I Tavernier, lettergieter en drukker. Met hem kreeg ze minstens drie kinderen: Ameet II Tavernier, Artus Tavernier en Gabriel-Guillaume Tavernier. In 1572 huwde ze opnieuw met een uitgever, Gerard Smits. Berckmans overleed na 13 september 1592, de datum waarop ze haar testament neerlegde.

## Carrière

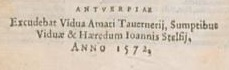
Detail uit het colofon van Hentenius' Bijbeluitgave van 1572

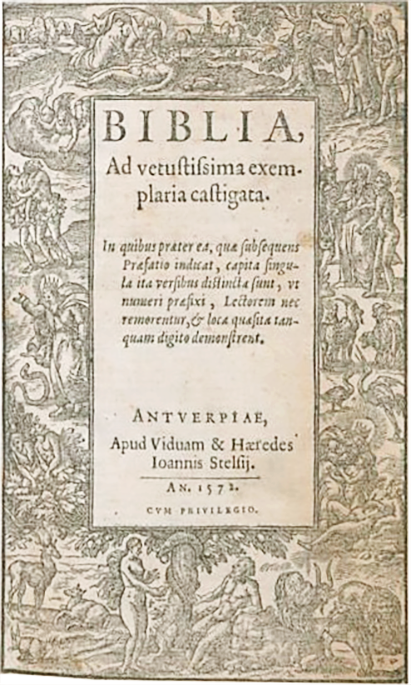
Titelpagina van Hentenius' Bijbeluitgave van 1572

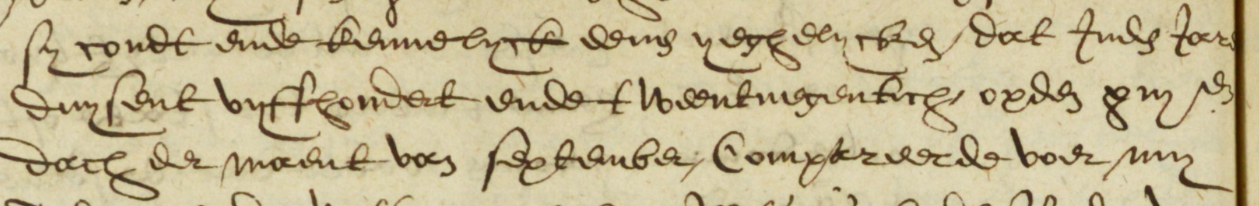
Detail uit het testament van Lynsken Berckmans. De datum leest: "duisent vijffhondert ende tweentnegentich op den xiii-den dach der maent van September"

Drukkersvrouwen speelden naar alle waarschijnlijkheid een grote rol in de drukkerijen van hun echtgenoten, ook wanneer deze laatsten overleden. In de zestiende eeuw genoten de drukkersweduwen in de Nederlanden een relatief grote onafhankelijkheid. Na de dood van Ameet Tavernier nam ze het bestuur van de drukkerij op zich en leidde ze haar tweede echtgenoot op in het vak. Het adres van deze drukkerij was Onze-Lieve-Vrouwenstraat, onder het uithangbord ‘In de Gulden Roos’ en ‘Hoe Jezus onder de Doctoren zat’.
Na de dood van haar tweede echtgenoot Gérard Smits nam ze in 1580 de leiding van de zaak over, ditmaal in de Pandstraat, onder het uithangbord ‘In de Gulden Roos’. Ze ontving een octrooi van de Raad van Brabant en drukte onder anderen voor de weduwe Anna van Ertborn en de erfgenamen van Joannes I Steelsius, waaronder Petrus I Bellerus. Haar fonds bestaat uit een zestal religieuze werken in het Nederlands of het Latijn en een woordenboek (Latijn-Grieks-Nederlands). Na haar dood liet ze al haar drukmateriaal na aan haar kinderen.